# Sulcarius rugicollis
Sulcarius rugicollis är en stekelart som beskrevs av Henry Keith Townes, Jr. 1983. Sulcarius rugicollis ingår i släktet Sulcarius och familjen brokparasitsteklar. Inga underarter finns listade i Catalogue of Life.